# Grabmal des Justus Ludwig Heinrich Schlemm

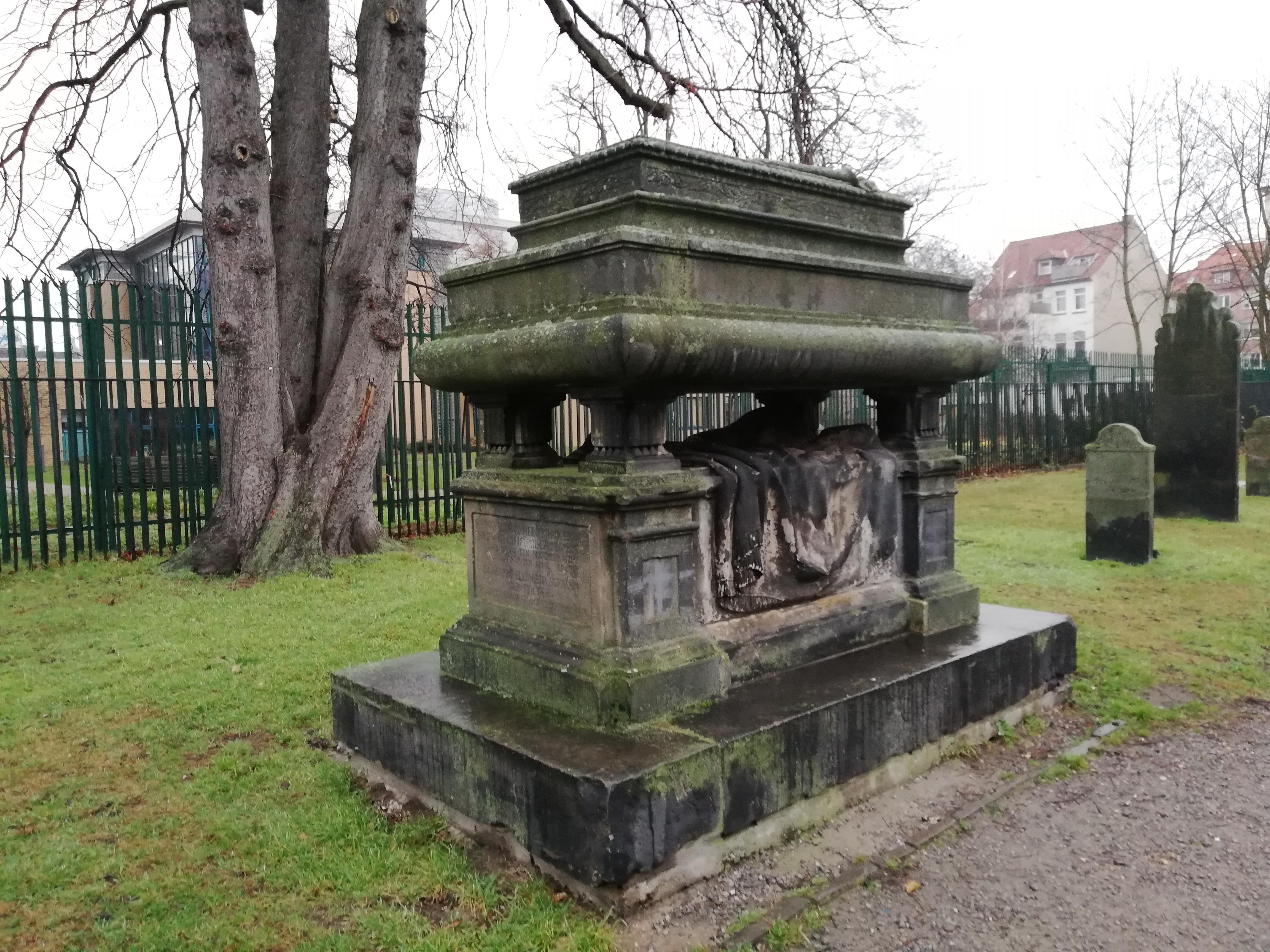
Das von den zehn Kindern gestiftete Grabmal des Justus Ludwig Heinrich Schlemm auf dem Neustädter Friedhof

Das Grabmal des Justus Ludwig Heinrich Schlemm und dessen Ehefrau Catharina Sophie Schlemm, geborene Höcker, ist unter den insgesamt 171 erhaltenen denkmalgeschützten Grabmälern auf dem ehemaligen Neustädter Friedhof in Hannover eines der monumentalsten. Das prunkvolle, aus Sandstein gehauene klassizistische Grabmal ähnelt einem riesigen Sarkophag unter einem Baldachin. Auf einer Sockelplatte ruht ein Scheinsarkophag mit einem dekorativen Bahrtuch, das zwischen kannelierten Pfeilern von einem mächtigen, mehrstufigen Aufbau überdeckt wird.

## Die Familie Schlemm
Justus Ludwig Heinrich Schlemm wurde 1724 in Sankt Andreasberg im Harz geboren, wo sein Vater mit dem Abbau von Silber und mit der Clausthaler Münzstätte in Verbindung stand. Er ist verwandt mit dem in Clausthal wirkenden Münzmeister und Münzdirektor Johann Wilhelm Schlemm.
Da die Clausthaler Münze unter der Oberhoheit der Welfen stand, hatte Schlemm schon in seiner Jugend Umgang mit Hofbeamten des Kurfürstentums Braunschweig-Lüneburg zur Zeit der Personalunion zwischen Großbritannien und Hannover.
Schlemm wurde später kurfürstlicher Kammersekretär und Kammermeister. In dieser Position oblag ihm unter anderem die Aufsicht über die fürstliche Vorrats- und Schatzkammer.
Mit seiner aus der Familie Höcker stammenden Ehefrau Catharina Sophie (1744–1794) hatte Schlemm (gestorben 1770) zehn das Ehepaar überlebende Kinder, die ihren Eltern das mächtige Grabmal stifteten.